# Anniek de Ruijter
Anniek de Ruijter (Utrecht, 9 mei 1982) is een Nederlands jurist en hoogleraar gezondheidsrecht en -beleid aan de Universiteit van Amsterdam. Zij is oprichter en directeur van de vakgroep Recht voor Gezondheid en Leven aan de Faculteit der Rechtsgeleerdheid. Daarnaast vervult zij een maatschappelijke rol als voorzitter van de Geschillencommissie Zorgverzekeringen bij de Stichting Klachten en Geschillen Zorgverzekeringen (SKGZ).
Tussen 2010 en 2018 was De Ruijter bestuursvoorzitter, en van 2018 tot 2023 directeur van Bureau Clara Wichmann, voor strategische procesvoering ter bescherming van de rechtspositie van vrouwen in Nederland. In die periode groeide de organisatie - die in 2004 als onderdeel van het Clara Wichmann Instituut door het wegvallen van financien, als fonds zonder personeel verder moest - naar een juridische instelling met een groep juristen in dienst. De Ruijter gaf in deze hoedanigheid leiding aan verschillende spraakmakende rechtszaken en collectieve acties, onder andere over de toegang tot anticonceptiemiddelen, met duizenden mede-eisters de aansprakelijkheid van de Staat voor het dreigen met strafvervolgen van artsen die de overtijdpil voorschrijven, de rechtspositie van studerende moeders en, met wederom duizenden mede-eisers, schadevergoeding van het bedrijf Allergan voor 60.000 slachtoffers van gebrekkige siliconen borstimplantaten.

## Academische achtergrond
De Ruijter begon haar loopbaan met een propedeuse aan de Theaterschool Amsterdam (2003), gevolgd door een studie rechtsgeleerdheid aan de Universiteit van Amsterdam, waar zij in 2007 haar meesterstitel behaalde. In 2008 voltooide zij een LL.M. aan Columbia Law School in New York, ondersteund door een Fulbright Fellowship.
In 2015 promoveerde zij aan de Universiteit van Amsterdam bij professor Deirdre Curtin op het proefschrift A Silent Revolution: The Expansion of EU Power in the Field of Human Health. Na haar promotie was zij universitair docent aan de Universiteit Maastricht en vervolgens verbonden aan de vakgroep Europese Studies aan de Universiteit van Amsterdam. In 2018 werd zij Universitair hoofddocent bij de Faculteit der Rechtsgeleerdheid van de UvA. In 2022 werd zij benoemd tot hoogleraar Gezondheidsrecht en -beleid aan de UvA. In 2023 sprak zij de Leenenlezing uit bij de Vereniging voor Gezondheidsrecht, en in 2024 hield zij haar oratie met de titel 'De Staat van gezondheid in Europa'.
Zij was als visiting fellow verbonden aan onder andere Columbia Law School, Université Paris 1 Panthéon-Sorbonne en het Petrie-Flom Center for Health Law Policy, Biotechnology, and Bioethics aan Harvard-universiteit.

## Onderzoek
De Ruijter is gespecialiseerd in juridische en beleidsmatige vraagstukken rondom publieke gezondheid, de gezondheidszorg en het stelsel, inclusief de regulering van digitale gezondheidszorg met een focus op het internationaal en EU recht. In 2017 ontving zij een Veni-beurs van de Nederlandse Organisatie voor Wetenschappelijk Onderzoek (NWO) voor het project Improving the EU Constitutional Order for Responding to Human Health Disasters.
Zij is betrokken bij diverse Europese onderzoeksprojecten, waaronder END-VOC (Horizon Europe), gericht op het identificeren en beperken van COVID-19-varianten van zorg via internationale cohortstudies, en INDIGO over de toegang tot pandemische vaccins in lage inkomenslanden. In samenwerking met onderzoekers van het Amsterdam UMC, de Gemeente Amsterdam, en andere steden  ontwikkelde zij een beleidsinstrument — de zogenoemde ‘straatscore’ — waarmee gemeenten de gezondheid van hun voedselomgeving kunnen beoordelen. Dit instrument vormt onderdeel van het juridische en ruimtelijke beleidskader dat door de Ruijter et. al werd ontwikkeld “Tussen Mens en Ruimte, “ gericht op regulering van fastfoodvoorzieningen en andere ongezonde voedingsaanbieders in de fysieke leefomgeving.
Samen met hoogleraar gezondheidscommunicatie Julia van Weert en andere partners richtte zij het ELSA Lab AI voor Rechtvaardige zorg op, dat met steun van NWO en maatschappelijke organisaties onderzoek verricht naar de inzet van artificiële intelligentie ter bevordering van gezondheidsrechtvaardigheid.

## Onderwijsinnovatie
De Ruijter richtte als programma-directeur samen met een groep docenten de Amsterdam Law Practice op, een ervaringsgericht onderwijsprogramma waarin alle rechtenstudenten in de masterfase een speciaal traject volgen, gericht op de ontwikkeling van professionele beroepswaarden en juridische identiteit. Studenten leren via simulatieonderwijs en praktijkprojecten met maatschappelijke organisaties en publieke instellingen. In 2022 werd dit initiatief bekroond met de Nederlandse Hogeronderwijspremie. Daarnaast is zij oprichter van de Amsterdam Law Hub, een incubator voor juridisch ondernemerschap en maatschappelijke innovatie.

## Maatschappelijke rollen
Anniek de Ruijter is lid van de supervisory editorial board van The Lancet Regional Health – Europe, bestuurslid van de Health Law Section van de European Public Health Association (EUPHA), en lid van het bestuur van het jaarlijkse Gastein Forum. Verder is zij voorzitter van de Academische Adviesraad van het Amsterdam Institute for Global Health and Development (AIGHD).

## Persoonlijk
De Ruijter trouwde in 2009 met muzikant, producent en bassist Sean Fasciani. Samen kregen zij een dochter en twee zonen.
- Bibliothèque nationale de France: cb178254218 (data)
- CiNii: DA18850515
- Gemeinsame Normdatei: 1143164296
- International Standard Name Identifier: 0000 0003 9201 3310
- Library of Congress Control Number: n2017025292
- Nationale Bibliotheek van Israël: 987007358935105171
- Nederlandse Thesaurus van Auteursnamen: 345891449
- ORCID: 0000-0002-6140-8988
- Système universitaire de documentation: 231396740
- Virtual International Authority File: 286001717